# Hoa hậu Hàn Quốc
Hoa hậu Hàn Quốc (tiếng Hàn Quốc: 미스코리아) là một cuộc thi sắc đẹp cấp quốc gia tại Hàn Quốc.Đương kim Hoa hậu hiện tại là Choi Seo Eun, do dịch Covid-19 diễn biến phức tạp, nên đêm chung kết cuộc thi Hoa hậu Hàn Quốc lần thứ 65 đã được tổ chức và ghi hình trước vào ngày 16 tháng 11 năm 2021 tại Paju (Gyeonggi, Hàn Quốc) không khán giả. Đến ngày 22 tháng 11 năm 2021, phía chương trình mới công bố thông tin về sự kiện.

## Danh sách những người đoạt giải
| Năm tổ chức | Jin (Hoa hậu) Chân                      | Sun (Á hậu 1) Thiện                        | Mi (Á hậu 2) Mỹ                                                   | Giải thưởng đặc biệt |
| ----------- | --------------------------------------- | ------------------------------------------ | ----------------------------------------------------------------- | -------------------- |
| 1957        | Park Hyun-ok                            | Kim Jung-ok                                | Hong In-bang                                                      |                      |
| 1958        | Oh Geum-sun                             | Jung Yeon-ja                               | Kim Mi-ja                                                         |                      |
| 1959        | Oh Hyun-ju                              | Jung Ok-yi                                 | Seo Jung-ae                                                       |                      |
| 1960        | Son Mi-hee-ja                           | Kim Jung-ja                                | Lee Young-hee                                                     |                      |
| 1961        | Seo Yang-hee                            | Lee Ok-ja                                  | Hyun Chang-ae                                                     |                      |
| 1962        | Seo Bum-ju                              | Sohn Yang-ja                               | Chung Tae-ja                                                      |                      |
| 1963        | Kim Myoung-ja                           | Choi Yoo-mi                                | Choi Keum-shil                                                    |                      |
| 1964        | Shin Jung-hyun                          | Lee Hye-jin (tên thật là: Lee Kwang-ja)    | Yoon Mi-hee                                                       |                      |
| 1965        | Kim Eun-ji                              | Kim Min-jin (tên thật là: Kim Kyoung-sook) | Lee Eun-ah                                                        |                      |
| 1966        | Yoon Gui-hyun                           | Jin Hyun-soo                               | Chung Eul-sun                                                     |                      |
| 1967        | Hong Joung-ae                           | Choi Yang-ji                               | Chung Young-hwa                                                   |                      |
| 1968        | Kim Yoon-jung                           | Kim Hee-ja                                 | Lee Ji-eun                                                        |                      |
| 1969        | Lim Hyun-jung                           | Kim Yoo-kyoung (tên thật là: Kim Sung-ja)  | Kim Seung-hee                                                     |                      |
| 1970        | Yoo Young-ae                            | Kim In-sook                                | Lee Jung-hee                                                      |                      |
| 1971        | Noh Mi-ae                               | Choi Sook-ae                               | Cha Soon-young                                                    |                      |
| 1972        | Park Yeon-joo                           | Suh Yun-hee (tên thật là: Suh Ae-ja)       | Shin Ga-jung                                                      |                      |
| 1973        | Kim Young-ju                            | Kim Mae-ja                                 | Kim Jun-kyung                                                     |                      |
| 1974        | Kim Eun-jung (tên thật là: Kim Jae-kyu) | Kim Kyung-ok                               | Shim Kyoung-sook                                                  |                      |
| 1975        | Seo Ji-hye (tên thật là: Seo Young-ok)  | Lee Sung-hee, Lee Yeon-ok                  | Lee Hyang-mok, No Deok-ja, Jin Sook                               |                      |
| 1976        | Chung Kyung-sook                        | Chung Kwang-hyun, Han Young-ae             | Cha Jang-ok, Shin Byoung-sook, Lee Hye-kyung                      |                      |
| 1977        | Kim Sung-hee                            | Lee Jung-hwa, Jung Jung-hwa                | Kim Young-sun, Shin Byoung-ok, Kim Soon-ae                        |                      |
| 1978        | Son Jung-eun                            | Chae Jung-sook, Park Kyung-ae              | Kim Eun-hee, Je Eun-jin, Park Sook-jae                            |                      |
| 1979        | Seo Jae-hwa                             | Hong Yeo-jin                               | Kim Jin-sun                                                       |                      |
| 1980        | Kim Eun-jung                            | Chang Sun-ja (tên thật là: Chang Hye-ji)   | Kim Hye-ran                                                       |                      |
| 1981        | Lee Eun-jung                            | Lee Han-na                                 | Kim So-hyung                                                      |                      |
| 1982        | Park Sun-hee                            | Choi Sung-yoon                             | Lee Hyun-joo                                                      |                      |
| 1983        | Lim Mi-sook                             | Kim Sun-mi                                 | Seo Min-sook                                                      |                      |
| 1984        | Choi Young-ok                           | Kim Kyoung-ree                             | Chang Sih-wha                                                     |                      |
| 1985        | Bae Young-ran                           | An Jung-mi                                 | Kim Yoon-jung                                                     |                      |
| 1986        | Kim Ji-eun                              | Chung Wha-sun                              | Chung Myoung-sun                                                  |                      |
| 1987        | Jang Yoon-jeong                         | Choi Yeon-hee                              | Kim Mi-rim                                                        |                      |
| 1988        | Kim Sung-ryung                          | Kim Hye-ri                                 | Kim Hee-jung                                                      |                      |
| 1989        | Oh Hyun-kyung                           | Go Hyun-jung                               | Lee Yun-young                                                     |                      |
| 1990        | Seo Jung-min                            | Kim Tae-hwa                                | Yoon Je-sun                                                       |                      |
| 1991        | Lee Young-hyun                          | Yum Jung-ah                                | Lee Mi-young                                                      |                      |
| 1992        | Yoo Ha-young                            | Chang Eun-young                            | Lee Seung-yeon                                                    |                      |
| 1993        | Goong Sun-young                         | Huh Sung-soo                               | Kim Young-ah                                                      |                      |
| 1994        | Han Sung-ju                             | Lee Yoo-ree, Yoon Mi-jung                  | Kim Mi-sook, Kim Ye-boon, Sung Hyun-ah                            |                      |
| 1995        | Kim Yun-jung                            | Kim Jung-hwa, Choi Yoon-young              | Kim Min-jung, Kim Ah-rin, Han Sung-won                            |                      |
| 1996        | Lee Eun-hee                             | Seol Soo-jin, Kim Ryang-hee                | Choi Suk-young, Lee Ji-hee, Choi Jung-yoon                        |                      |
| 1997        | Kim Ji-yeon                             | Cho Hye-young, Kim Jin-ah                  | Lim Sun-hong, Yeo Hye-jeon, Jung Eun-joo                          |                      |
| 1998        | Choi Ji-hyun                            | Kim Kun-woo, Lee Jae-won                   | Lee Jung-min, Yang So-hyun, Choi Yoon-hee                         |                      |
| 1999        | Kim Yeon-ju                             | Han Na-na                                  | Seol Soo-hyun                                                     | Lee Hye-won          |
| 2000        | Kim Sa-rang                             | Shin Jung-sun                              | Son Tae-young                                                     |                      |
| 2001        | Kim Min-kyoung                          | Seo Hyun-jin                               | Baek Myoung-hee                                                   | Jung Ah-reum         |
| 2002        | Keum Na-na                              | Chang Yoo-kyoung                           | Gi Yun-ju                                                         | Lee Jin-ah           |
| 2003        | Choi Yun-young                          | Park Ji-ye, Shin Ji-Su                     | Oh Yoo-mi, Ahn Choon-young, Yang Hye-sun                          |                      |
| 2004        | Kim So-young                            | Han Kyoung-jin                             | Kim In-ha                                                         |                      |
| 2005        | Kim Joo-hee                             | Oh Eun-young, Lee Kyoung-eun               | Yoo Hye-mi, Kim Eun-ji, Yoo Hye-ri                                |                      |
| 2006        | Lee Ha-nui                              | Park Sharon, Jang Yun-seo                  | Park Hee-jung, Kim Yoo-mi, Park Sung-min, Kim Soo-hyun            |                      |
| 2007        | Lee Ji-sun                              | Cho Eun-ju, Park Ka-won                    | Lee Jin, Yoo Ji-eun, Lee Jae-ah                                   |                      |
| 2008        | Na Ry                                   | Choi Bo-in, Kim Min-jeong                  | Seo Seol-hee, Jang Yoon-hee, Lee Yoon-ah                          |                      |
| 2009        | Kim Joo-ri                              | Cha Ye-rin, Seo Eun-mi                     | Park Ye-ju, Yoo Soo-jung, Lee Seul-ki, Choi Ji-hee                |                      |
| 2010        | Jung So-ra                              | Jang Yoon-jin, Kim Hye-young               | Ha Hyun-jung, Ko Hyun-young, Lee Gui-joo, Ahn Da-hye              |                      |
| 2011        | Lee Seong-hye                           | Kim E-seul, Kim Hye-sun                    | Lee Semina, Nam Mi-yeon, Kim Soo-jung, Gong Pyung-hee             |                      |
| 2012        | Kim Yu-mi                               | Lee Jung-bin, Kim Sa-ra                    | Kim Young-joo, Kim Na-hyun, Kim Tae-hyun, Kim Yoo-jin             |                      |
| 2013        | Yoo Ye-bin                              | Han Ji-eun, Kim Hyo-hee                    | Koo Bon-hwa, Choi Hye-rin, Han Soo-min, Kim Min-joo, Choi Song-yi |                      |
| 2014        | Kim Seo-yeon                            | Shin Su-min, Lee Seo-bin                   | Ryu So-ra, Baek Ji-hyun, Lee Sarah, Kim Myeong-seon               |                      |
| 2015        | Lee Min-ji                              | Kim Jeong-jin, Kim Ye-rin                  | Park Ah-reum, So A-reum, Choi Myung-kyung, Han Ho-jeong           |                      |
| 2016        | Kim Jin-sol                             | Shin Ara, Moon Da-hyun                     | Lee Young-in, Kim Min-jeong, Hong Na-shil, Lee Chae-young         |                      |
| 2017        | Seo Jae-won                             | Jung Da-hye, Lee Han-na                    | Kim Sa-rang, Nam Seung-woo, Lee Soo-yeon, Pi Hyun-ji              |                      |
| 2018        | Kim Soo-Min                             | Song Su-hyun, Seo Ye-jin                   | Park Chae-won, Kim Kye-ryung, Lee Yoon-ji, Im Kyung-min           |                      |
| 2019        | Kim Sae Yeon                            | Woo Hee Jun, Lee Ha Nuey                   | Lee Hye Ju, Shin Yoon Ah, Lee Da Hyun, Shin Hye Ji                |                      |
| 2020        | Kim Hye Jin                             | Lee Hwa In, Ryu Seo Bin                    | Jeon Yeon Joo, Jeon Hye Jin                                       |                      |
| 2021        | Choi Seo Eun                            | Choi Min Soo, Kim Soo Jin                  | Jung Do Hee, Jo Min Ji                                            |                      |

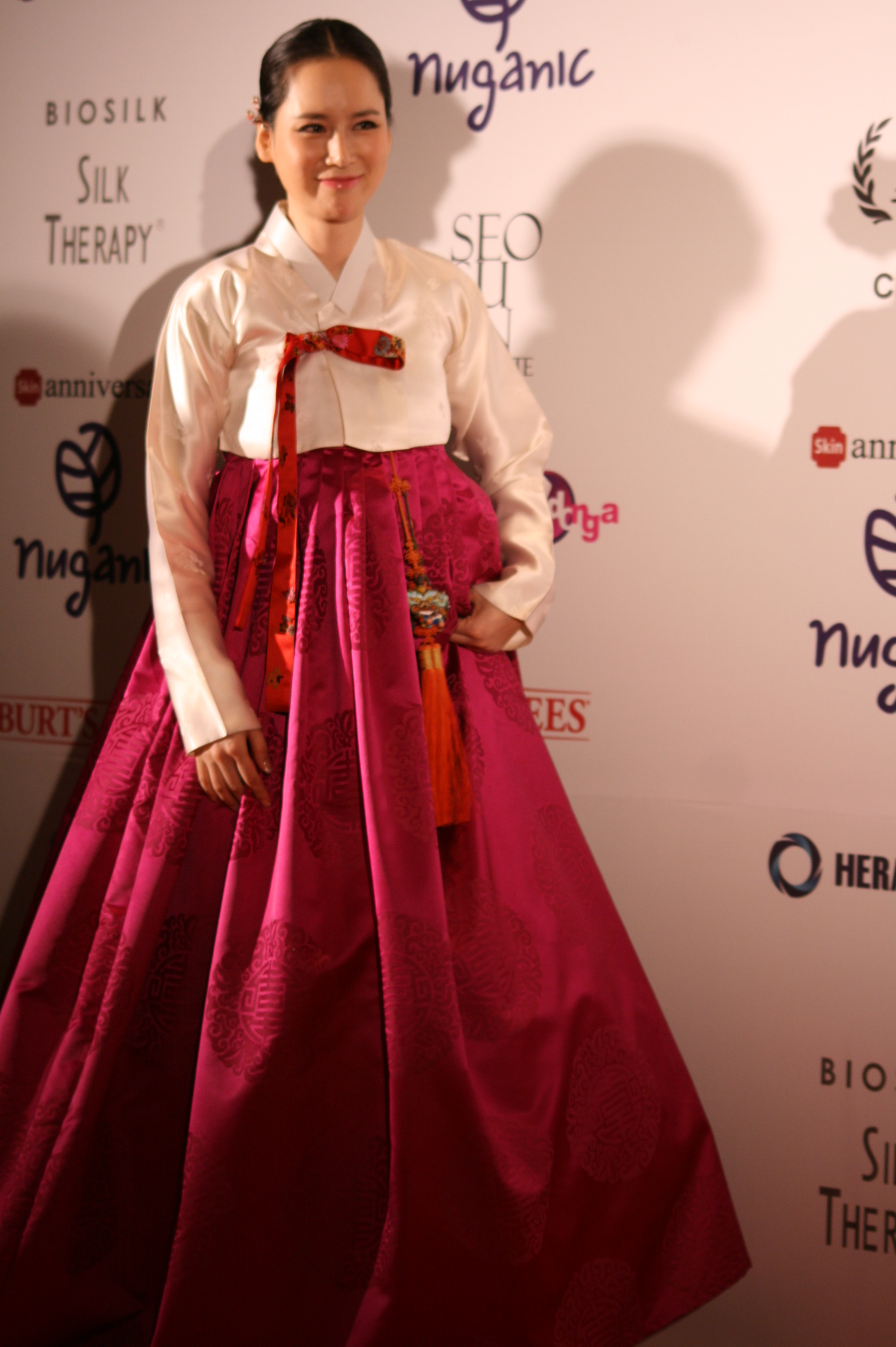
Giải thưởng đặc biệt của Hoa hậu Hàn Quốc năm 1999 Fila Lee Hye-won
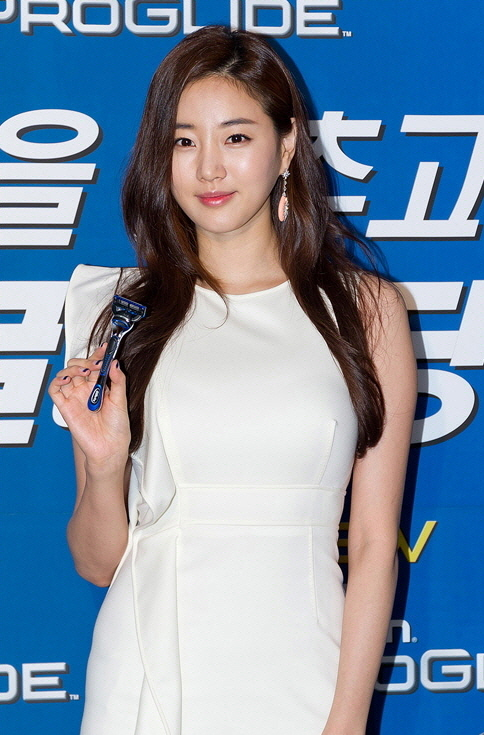
Hoa hậu Hoàn vũ Hàn Quốc năm 2001 Kim Sa-rang
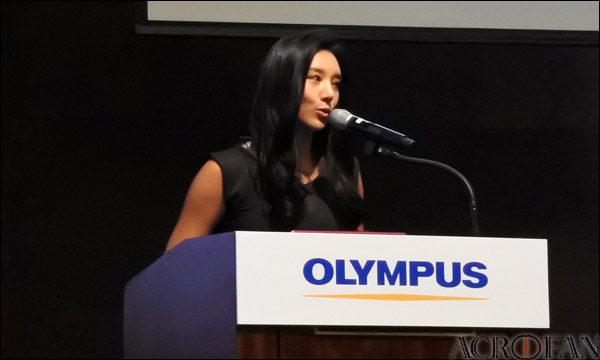
Giải thưởng đặc biệt của Hoa hậu Hàn Quốc năm 2001 Muke Jung Ah-reum
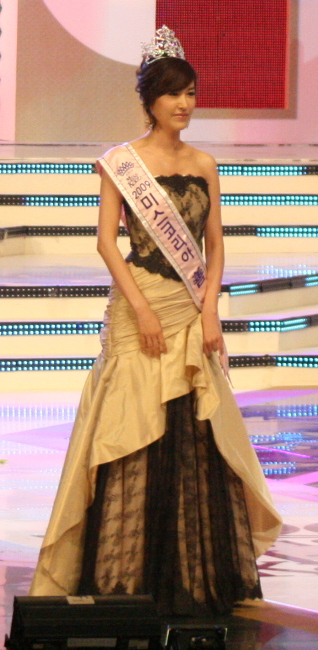
Á hậu 1 Hàn Quốc năm 2009 Sun Cha Ye-rin
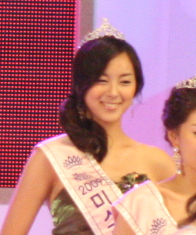
Á hậu 2 Hàn Quốc năm 2009 Mi Lee Seul-ki
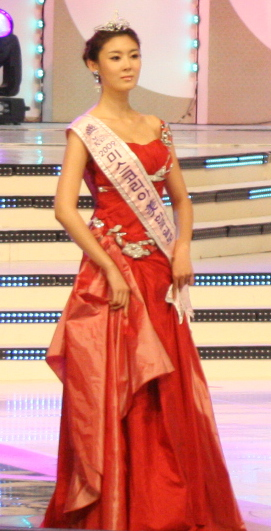
Á hậu 2 Hàn Quốc năm 2009 Mi Choi Ji-hee
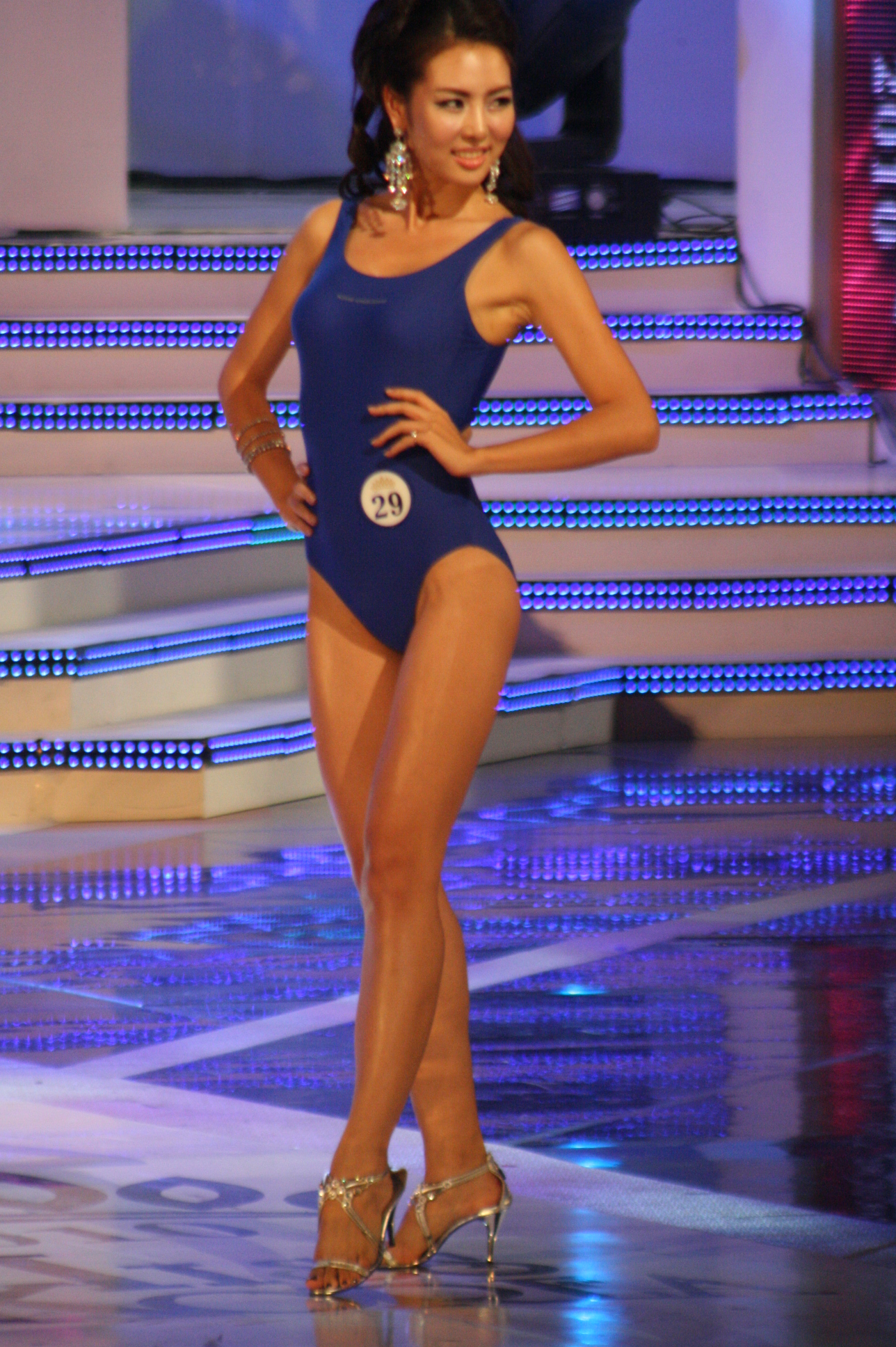
Á hậu 1 Hàn Quốc năm 2010 Sun Jang Yoon-jin
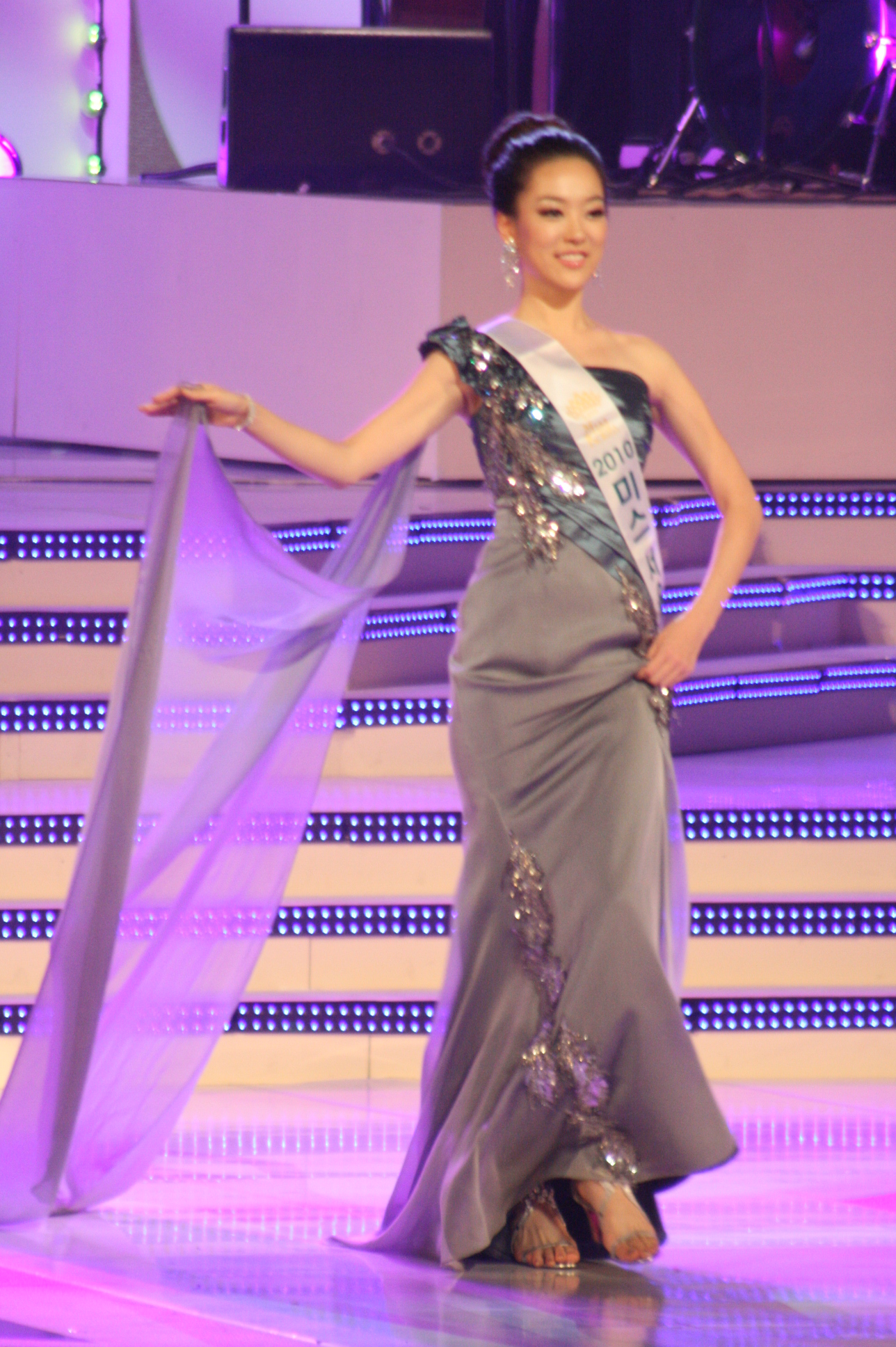
Á hậu 2 Hàn Quốc năm 2010 Mi Ha Hyun-jung
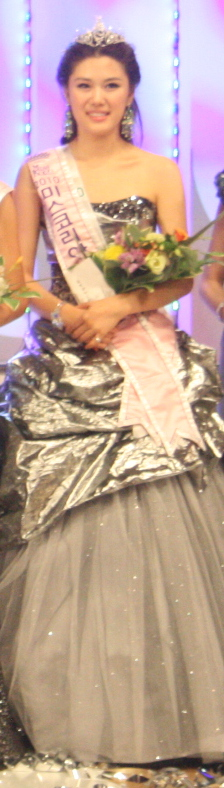
Á hậu 2 Hàn Quốc năm 2010 Mi Ahn Da-hye
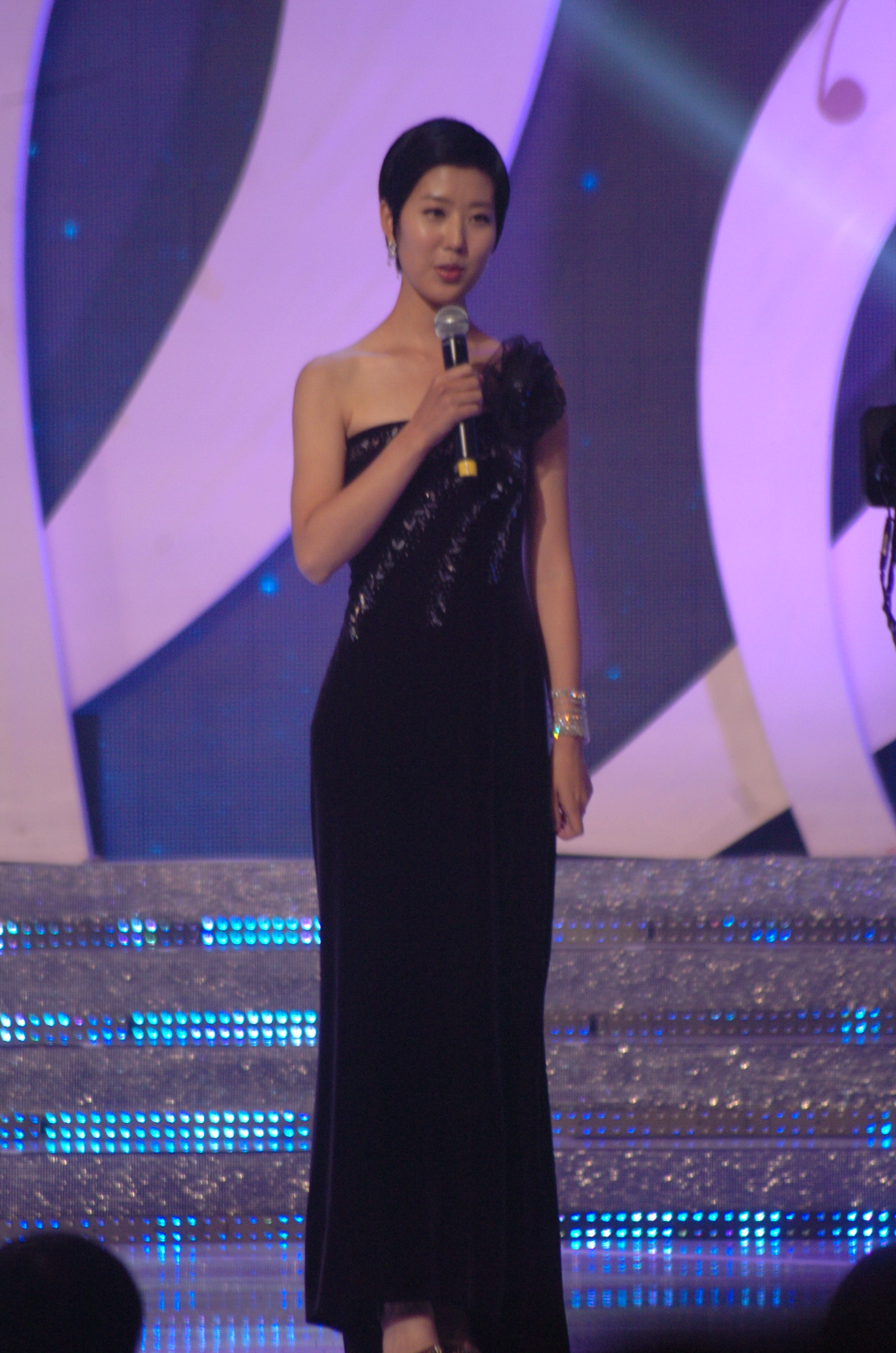
Á hậu 2 Hàn Quốc năm 2011 Mi Lee Semina
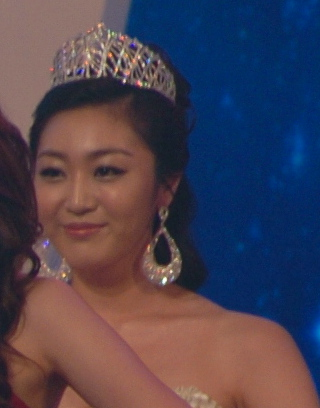
Á hậu 2 Hàn Quốc năm 2011 Mi Nam Mi-yeon
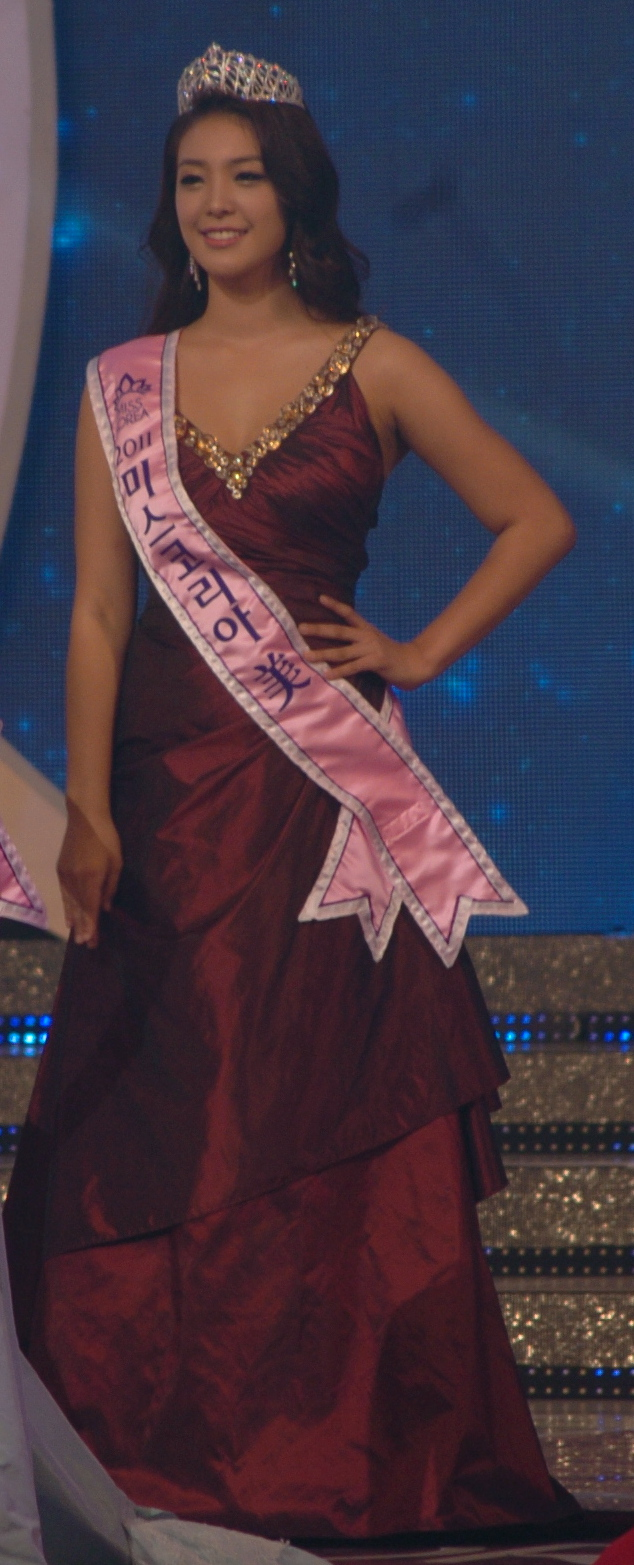
Á hậu 2 Hàn Quốc năm 2011 Mi Kim Soo-jung
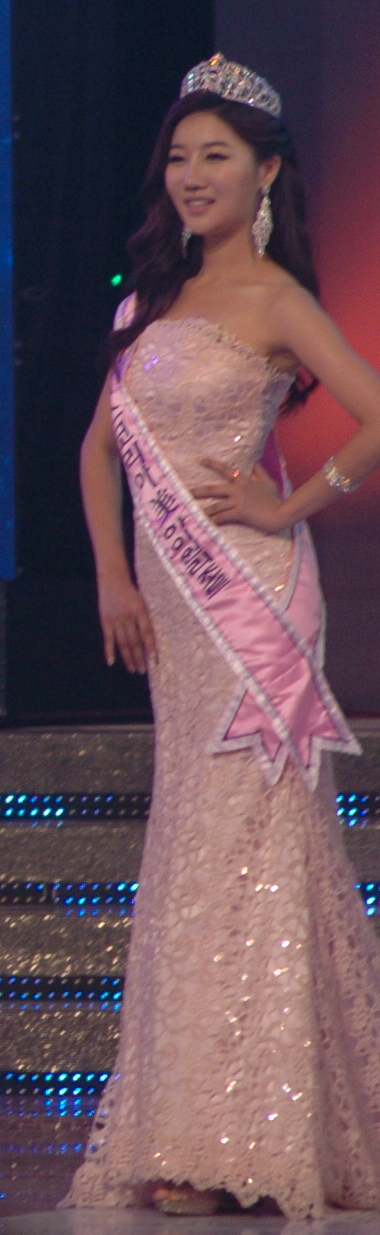
Á hậu 2 Hàn Quốc năm 2011 Mi Gong Pyung-hee
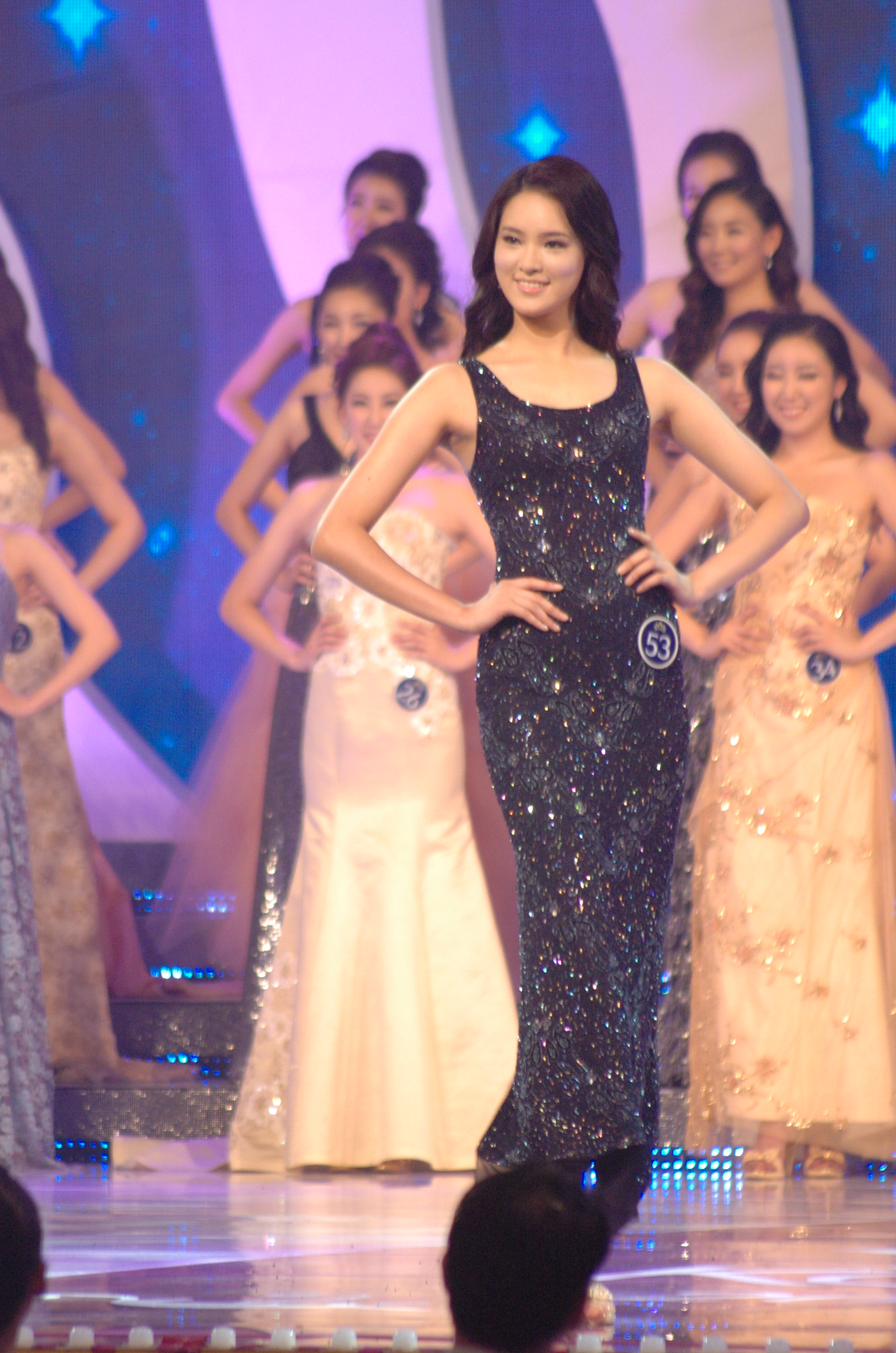
Á hậu 2 Hàn Quốc năm 2012 Mi Kim Young-joo
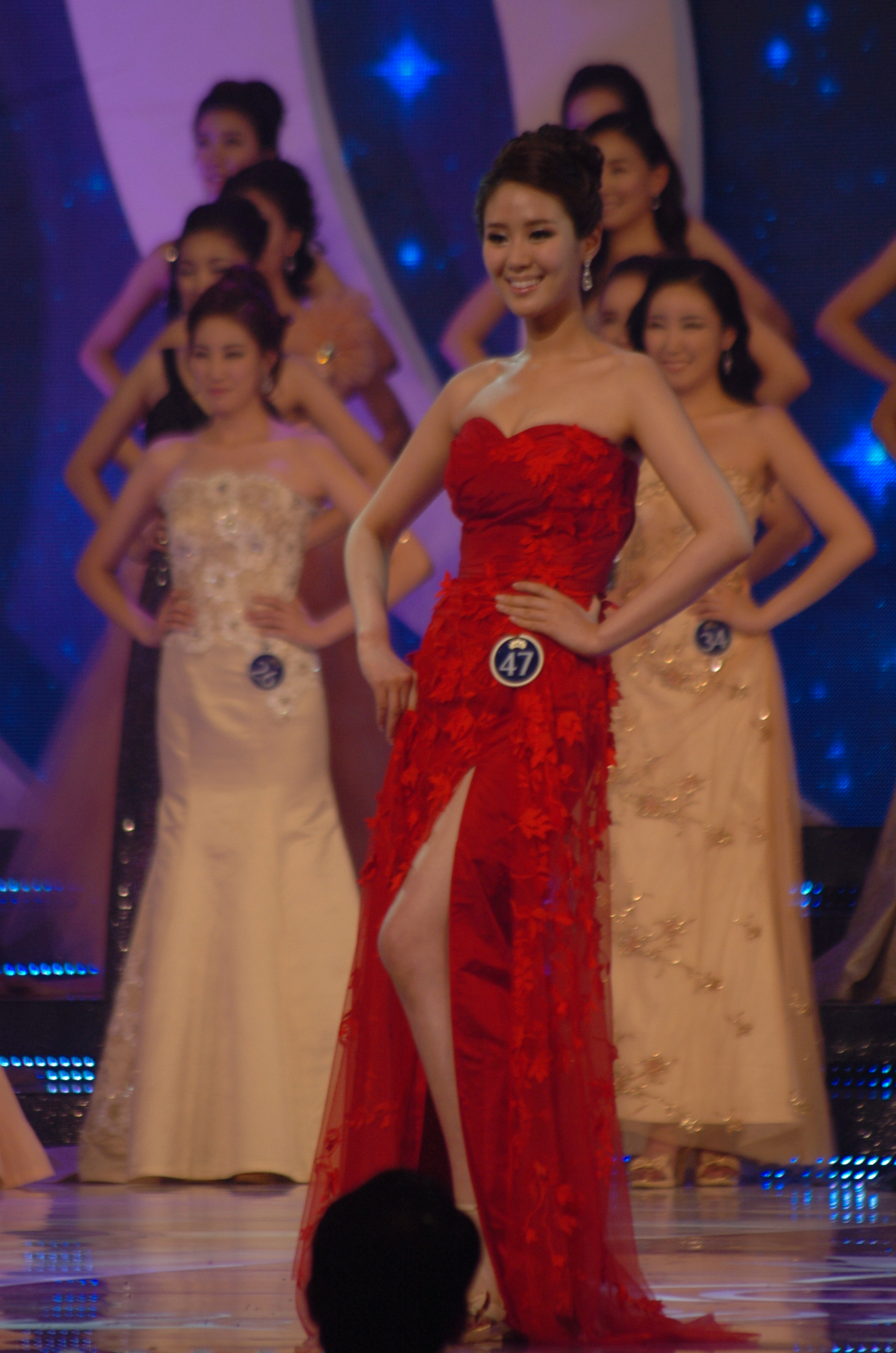
Á hậu 2 Hàn Quốc năm 2012 Mi Kim Na-yeon
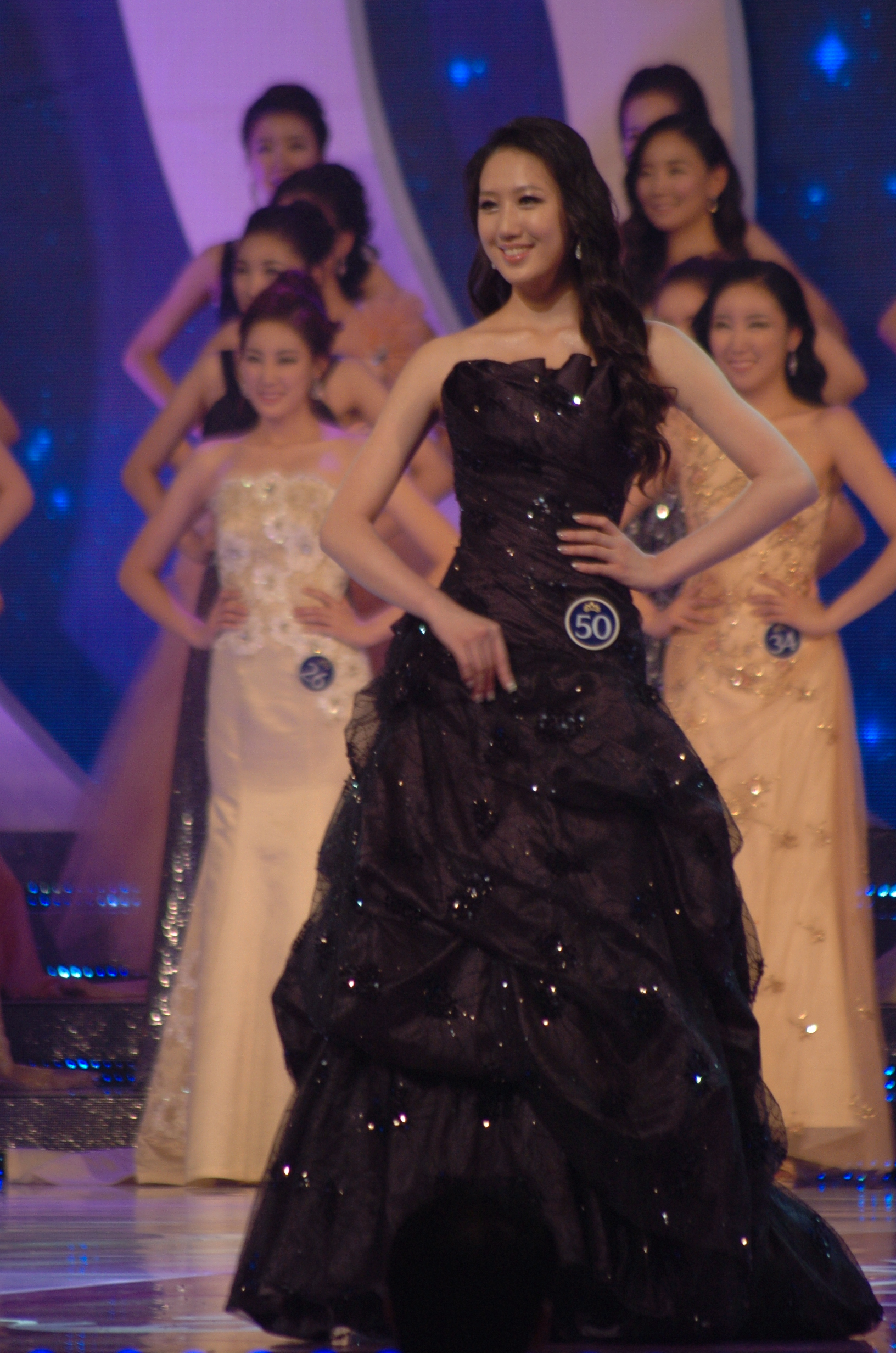
Á hậu 2 Hàn Quốc năm 2012 Mi Kim Tae-hyun
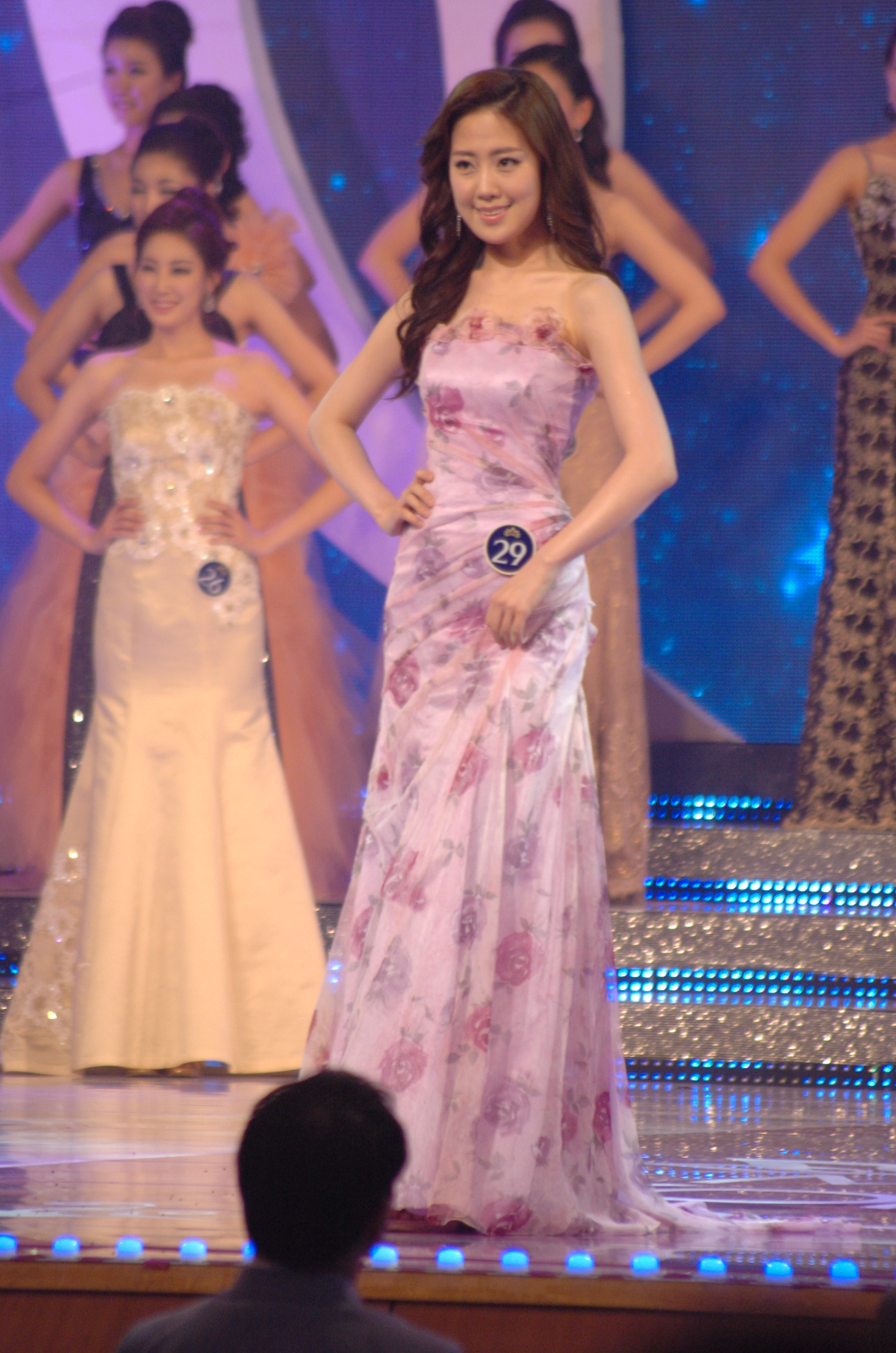
Á hậu 2 Hàn Quốc năm 2012 Mi Kim Yoo-jin
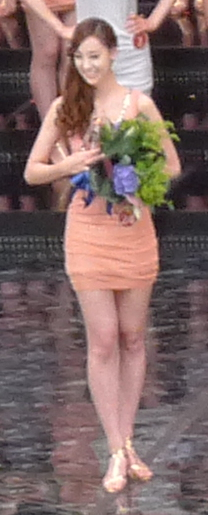
Á hậu 1 Hàn Quốc năm 2013 Sun Kim Hyo-hee
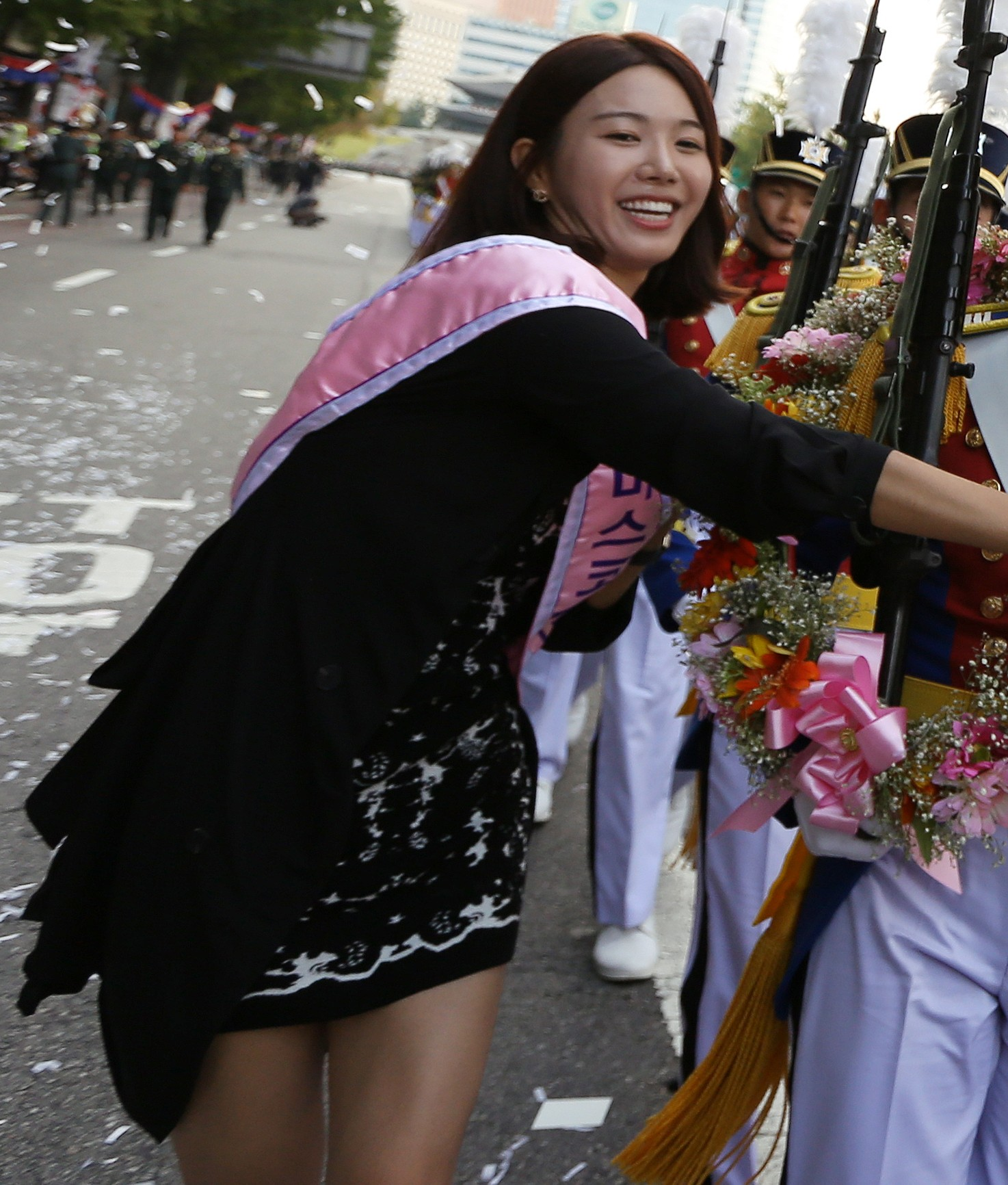
Á hậu 2 Hàn Quốc năm 2013 Mi Koo Bon-hwa
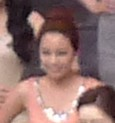
Á hậu 2 Hàn Quốc năm 2013 Mi Choi Hye-rin
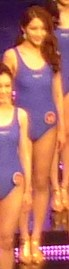
Á hậu 2 Hàn Quốc năm 2013 Mi Han Soo-min
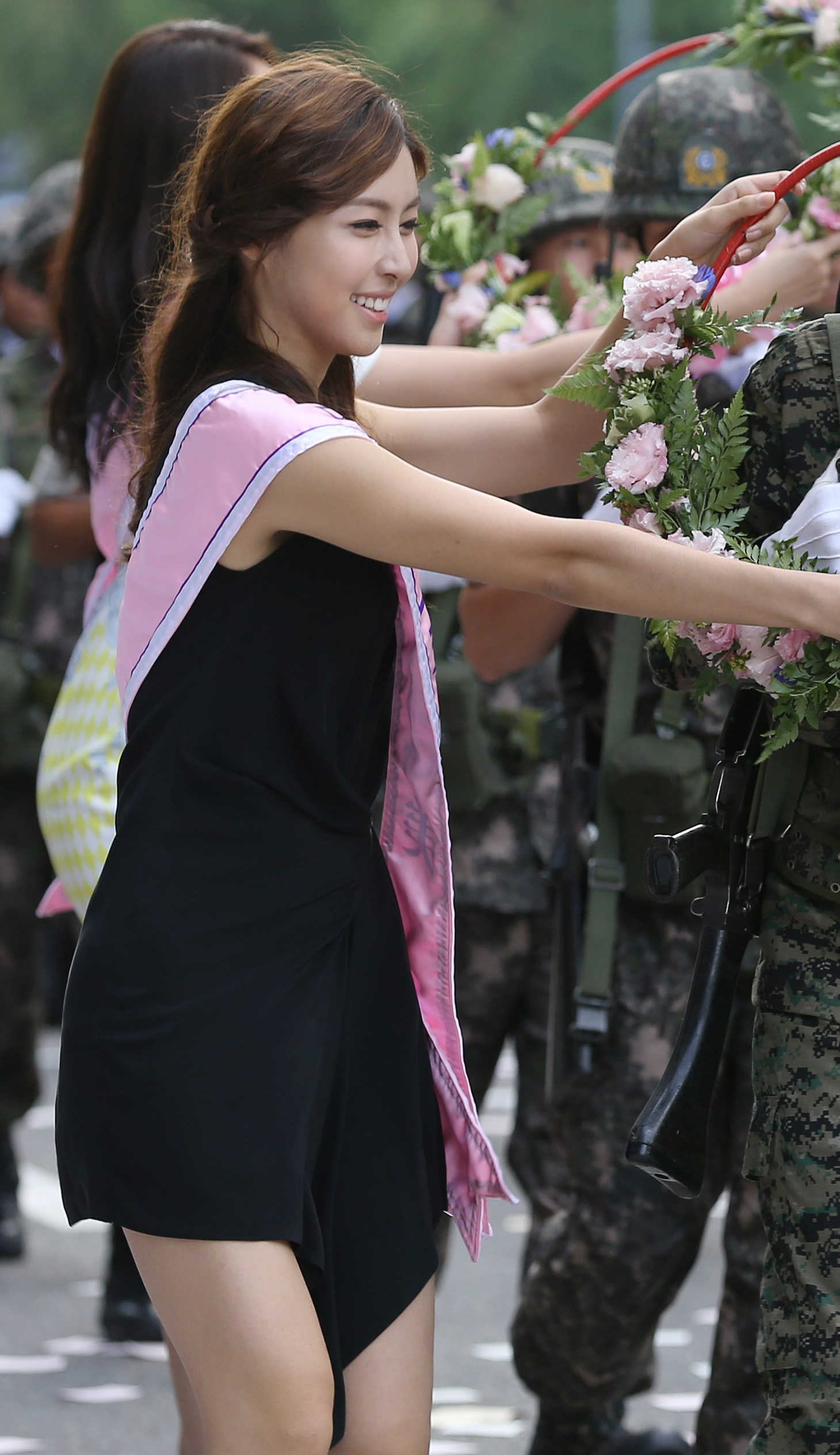
Á hậu 2 Hàn Quốc năm 2013 Mi Kim Min-joo
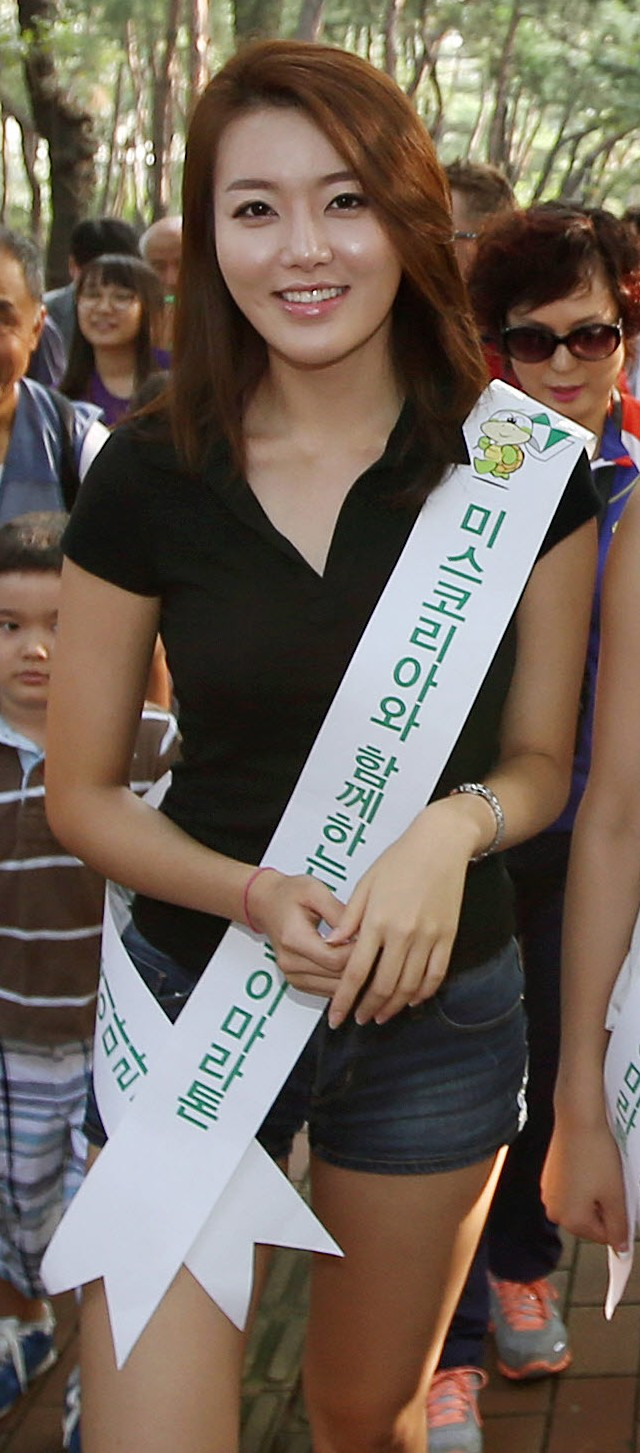
Á hậu 2 Hàn Quốc năm 2014 Mi Ryu So-ra
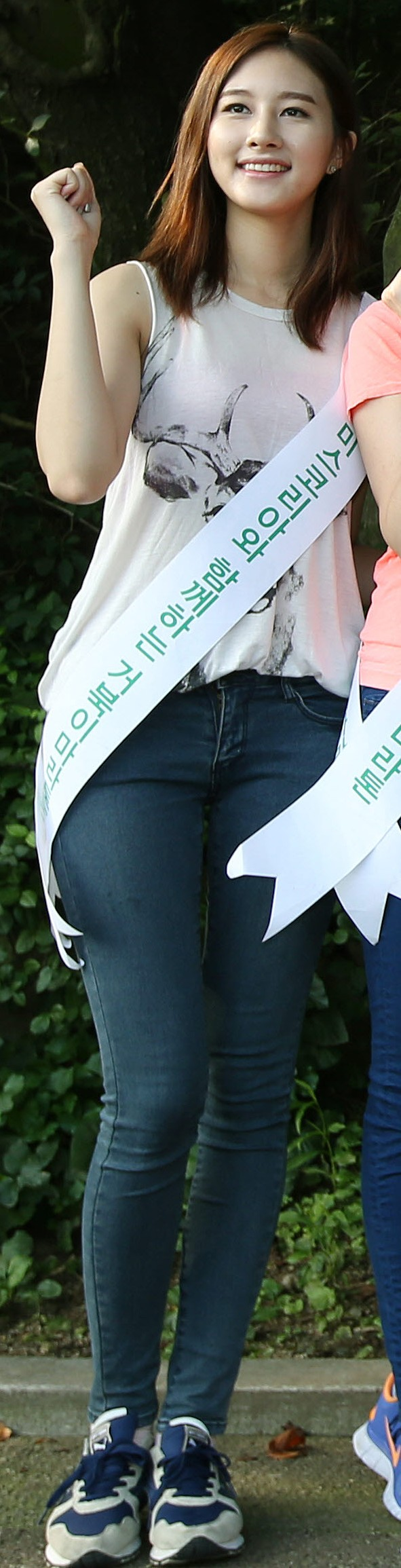
Á hậu 2 Hàn Quốc năm 2014 Mi Kim Myeong-seon
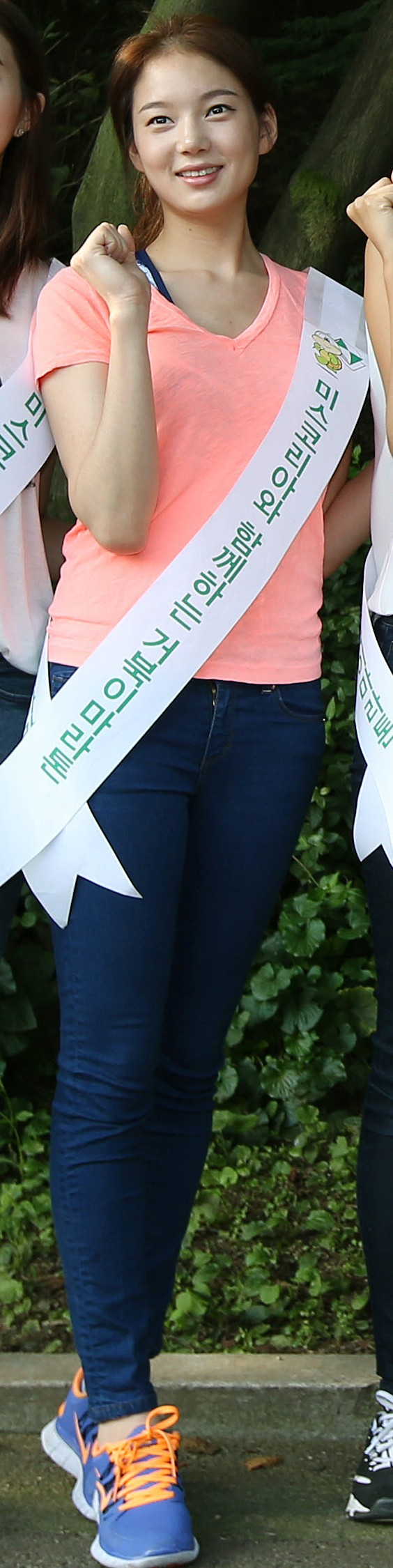
Á hậu 2 Hàn Quốc năm 2014 Mi Lee Sarah
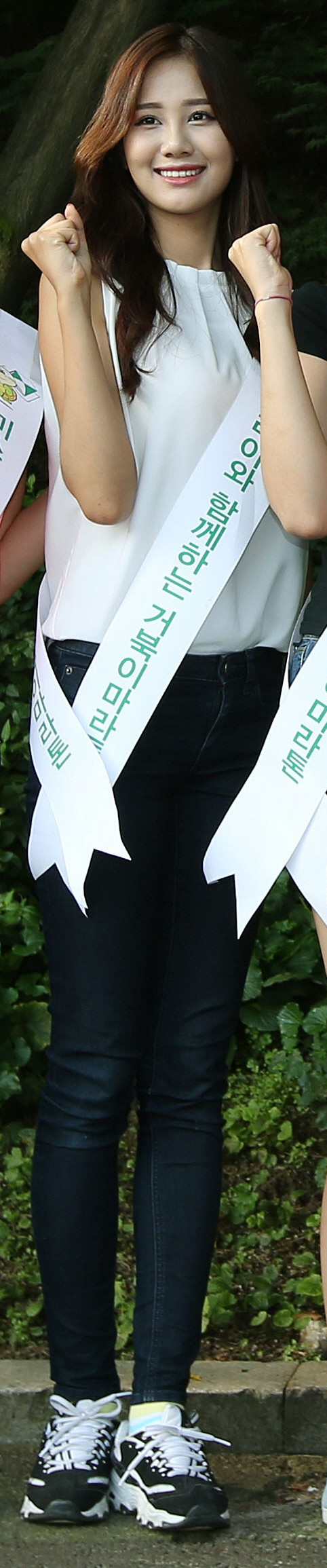
Á hậu 2 Hàn Quốc năm 2014 Mi Baek Ji-hyun